# Anton Amann (Soziologe)
Anton Amann (* 7. Mai 1943 in Immenstadt im Allgäu) ist ein österreichischer Soziologe und Gerontologe.

## Leben
Amann wurde 1943 als erstes von sechs Kindern der Eheleute Karl und Dorothea Amann geboren. Er ergriff den Lehrberuf eines Hufschmieds. Durch Intervention des Pfarrers besuchte er die Aufbaumittelschule in Stams in Tirol und schloss sie erfolgreich mit der Matura, danach der Beginn des Studiums der Soziologie, Ökonomie und Sozialpolitik an der Universität Wien. 1971 erhielt er den akademischen Grad eines Magisters und promovierte am 4. Dezember 1975 mit dem Thema Grundlagen zur Forschung in der sozialen Gerontologie. Seine Habilitation erfolgte 1981 an der Universität Wien kumulativ mit Arbeiten zur Soziologie und Sozialgerontologie. 1982 wurde er zum Universitätsprofessor für Soziologie und Sozialgerontologie am Institut für Soziologie der Universität Wien berufen.
Nach Gastprofessuren und Lektoraten an verschiedenen Universitäten in Österreich, Schweiz und Deutschland erfolgte 1985 die Gründung des Wiener Instituts für Sozialwissenschaftliche Dokumentation und Methodik (WISDOM), dessen Direktor er bis 1995 blieb. 1991 erfolgte die Gründung eines zweiten Instituts, des Zentrums für Alternswissenschaften und Sozialpolitikforschung in St. Pölten an der NÖ Landesakademie, dessen wissenschaftlicher Leiter er bis 2009 war.
Seit 1981 war Amann in internationalen und nationalen Gremien und Gesellschaften tätig, u. a. als Sektionspräsident in der Internationalen Gesellschaft für Gerontologie, in der Österreichischen Gesellschaft für Geriatrie und Gerontologie, als Mitglied der Österreichischen UNESCO-Kommission oder für den ersten Altenbericht der Bundesrepublik Deutschland 1993. Außerdem war er in den Editorial Boards verschiedener Fachzeitschriften. Seit 2001 ist er Geschäftsführer des Paul-Felix-Lazarsfeld-Archivs.
Am 1. Oktober 2006 trat er in den Ruhestand, leitete jedoch weiterhin verschiedene Forschungsprojekte. Er gilt als Experte für die Lebenssituation und Pflege im Alter.
Als Autor und Herausgeber veröffentlichte er bisher rund 20 größere Werke, als Beiträger war er an rund 260 Büchern und Zeitschriften beteiligt. Sein Werk Soziologie: ein Leitfaden erlebte mehrere Auflagen.

## Schriften
- Vom guten Leben und seinen Feinden. Eine Gegenwartskritik. Wien 2017, ISBN 978-3-901941-52-8
- mit Günther Ehgartner, David Felder: Sozialprodukt des Alters : über Produktivitätswahn, Alter und Lebensqualität. Böhlau, Wien/Köln/Weimar 2010, ISBN 978-3-205-78511-8.
- Nach der Teilung der Welt : Logiken globaler Kämpfe. Braumüller, Wien 2008, ISBN 978-3-7003-1645-9. (Sociologica. 12).
- als Hrsg. mit Franz Kolland (Hrsg.): Das erzwungene Paradies des Alters? : Fragen an eine kritische Gerontologie. VS-Verlag, Wiesbaden 2008, ISBN 978-3-531-15528-9. (Alter(n) und Gesellschaft. 14) (2. Aufl. 2014).
- als Hrsg. mit Gerhard Majce (Hrsg.): Soziologie in interdisziplinären Netzwerken : Leopold Rosenmayr gewidmet. Böhlau, Wien/Köln/Weimar 2005, ISBN 3-205-77280-6.
- Die großen Alterslügen : Generationenkrieg – Pflegechaos – Fortschrittsbremse? Böhlau, Wien/Köln/Weimar 2004, ISBN 3-205-77246-6.
- als Hrsg.: Kurswechsel für das Alter. Böhlau, Wien/Köln/Weimar 2000, ISBN 3-205-99185-0.
- Die vielen Gesichter des Alters : Tatsachen – Fragen – Kritiken. Verlag der Österreichischen Staatsdruckerei, Wien 1989.
- Soziologie : ein Leitfaden zu Theorien, Geschichte und Denkweisen. Böhlau, Wien/Köln 1986 (4. Aufl. 1996).
- als Hrsg.: Social Gerontological Research in European Countries – History and Current Trends. German Centre of Gerontology, Berlin (West) und Ludwig Boltzmann Institute of Social Gerontology, Wien 1984, ISBN 3-88962-037-X.
- Lebenslage und Sozialarbeit. Elemente zu einer Soziologie von Hilfe und Kontrolle. Berlin: Duncker & Humblot 1983, ISBN 3428054156.
- als Hrsg.: Open Care for the Elderly in Seven European Countries: A Pilot Study in the Possibilities and Limits of Care. Pergamon Press, Oxford 1980, ISBN 0-08-025215-X.